# Amsterdam Affair
Amsterdam Affair is een Britse misdaadfilm uit 1968 onder regie van Gerry O'Hara, met in de hoofdrollen Wolfgang Kieling, William Marlowe, Catherine Schell en Pamela Ann Davy. Het scenario is gebaseerd op de roman "Love in Amsterdam" uit 1962 van Nicolas Freeling.

## Verhaal
Een Nederlandse politie-inspecteur (Wolfgang Kieling) helpt de vrouw (Catherine Schell) van een schrijver (William Marlowe) om te bewijzen dat haar man zijn gehate ex-minnares (Pamela Ann Davy) niet heeft vermoord.

## Rolverdeling
| Acteur               | Personage               | Opmerkingen              |
| -------------------- | ----------------------- | ------------------------ |
| Wolfgang Kieling     | inspecteur Van Der Valk |                          |
| William Marlowe      | Martin Ray              |                          |
| Catherine Schell     | Sophie Ray              | als Catherine von Schell |
| Pamela Ann Davy      | Elsa de Charmoy         |                          |
| Josef Dubin-Behrmann | Eric de Charmoy         |                          |
| Guy Deghy            | Will Munch              |                          |
| Lo van Hensbergen    | magistrate              |                          |
| Guido de Moor        | Piet Ulbricht           |                          |
| Liesbeth Struppert   | Dr. Tulp                |                          |
| Piet Römer           | rechercheur             |                          |
| Onno Molenkamp       | Henk                    |                          |
| Will van Selst       | politieman              |                          |
| Peter Burton         | Herman Ketelboer        |                          |
| André van den Heuvel | professor Comerius      |                          |